# Мандлер, Уолтер
Уолтер Мандлер (10 мая 1922 года, Веймарская республика — 21 апреля 2005 года, Мидленд, Онтарио, Канада) — знаменитый инженер-оптик, работавший в фирме Ernst Leitz Canada (Leica Camera).

## Биография
Уолтер Мандлер родился в Германии в семье немецкого фермера 10 мая 1922 года.
В 1947 году он поступил на работу в компанию Ernst Leitz в Вецларе в качестве разработчика объективов, в которой стал работать вместе с Максом Береком. Одновременно учился в Гиссенском университете, закончив который получил степень бакалавра физики.
В 1952 году Эрнст Лейц решил основать своё конструкторское бюро Ernst Leitz Canada (ELCAN) в Мидленде. Уолтер Мандлер был одним из членов команды, «отданных взаймы» на короткий промежуток времени. Однако сложилось так, что Мандлер остался в Канаде более чем на полвека и стал гражданином Канады.
Ключевой вклад Уолтера Мандлера в инженерную оптику — его первопроходческая работа в области применения систем автоматизированного проектирования в оптической инженерии. Оптическое бюро в Мидленде специализировалось на исследовании ретрофокусных разработок и методов апохроматической коррекции. Мандлер применял хитроумные комбинации специальных стёкол в его разработках апохроматических и светосильных объективов. Многие из этих стёкол были оригинальными формулами Leitz, произведёнными фирмами Schott и Corning.
Мандлер мастерски оптимизировал объективы, в основе которых лежала схема Double-Gauss, используя компьютерные методы, а один из методов оптимизации был разработан лично им и представлен в его докторской диссертации, которую он защитил в 1979 году, получив степень доктора философии (summa cum laude).
Уолтер Мандлер стал вице-президентом ELCAN в 1974 году, продолжая консультировать по вопросам оптики Leica вплоть до своего ухода на пенсию в 1985 году.
Умер 21 апреля 2005 года в Мидленде, Онтарио.

## Разработки Уолтера Мандлера
Уолтер Мандлер внёс вклад в разработку более 50 высококлассных объективов Leica для дальномерных и зеркальных камер, включая в том числе конструкции, ставшие вехами в оптическом дизайне объективов:
- Noctilux 50/1,
- Summilux 35/1.4,
- Summilux 50/1.4,
- Summilux 75/1,4,
- Summicron 50/2,
- Summicron 90/2,
- Elmarit-R 19/2.8,
- Elmarit 90/2.8,
- APO-Telyt-R 180/3.4.

Полный список объективов Leica M и R, разработанных Уолтером Мандлером, и составленный им самим (не в хронологическом порядке):
Резьбовые объективы
- 1) Summicron 35 mm/2
- 2) Summicron 90 mm/2
- 3) Elmar 135 mm/4
- 4) Telyt 200 mm/4
- 5) Telyt 280 mm/4.8
- 6) Telyt 400 mm/5 (2nd)

Объективы Leica M

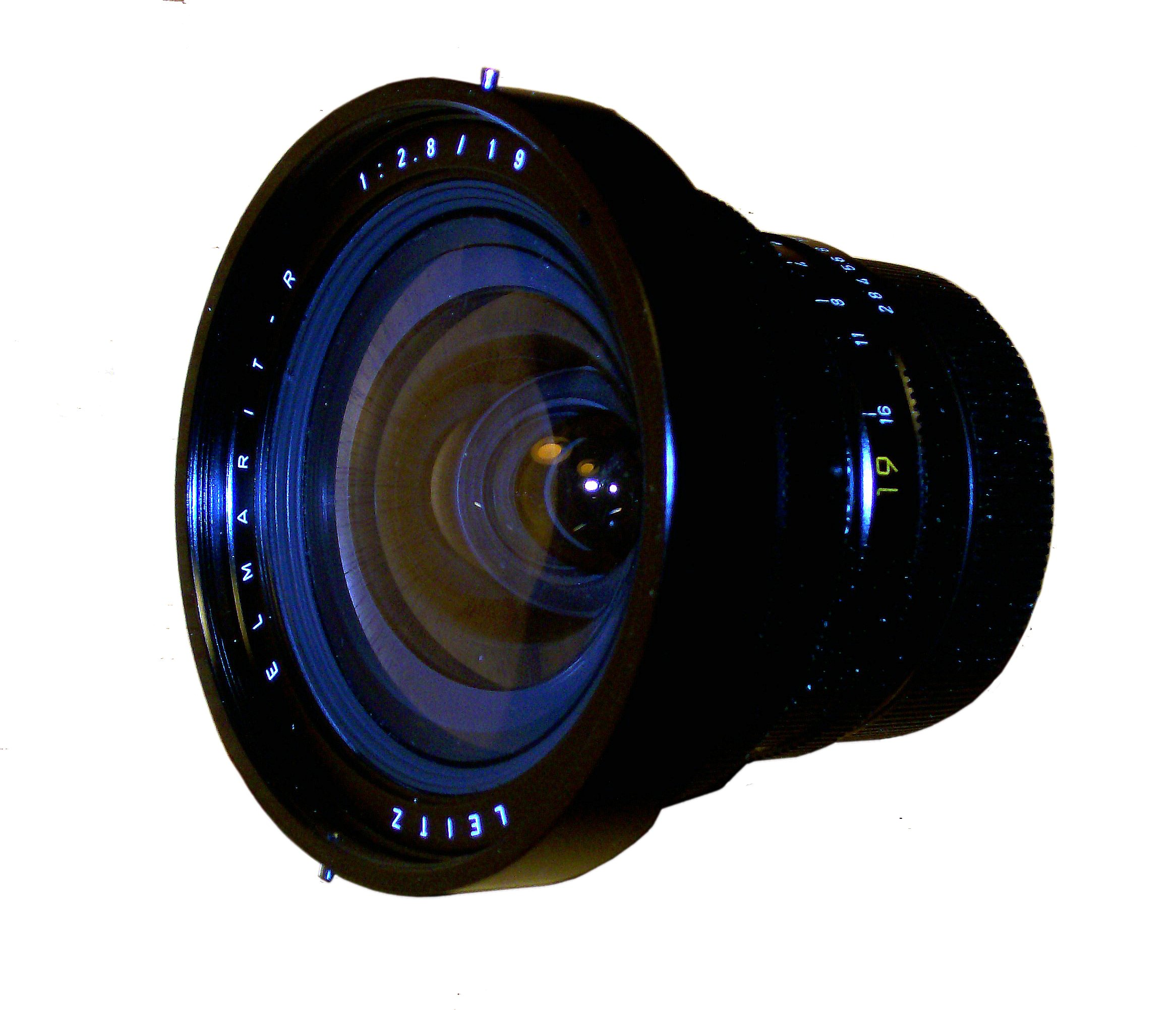
Ernst Leitz Canada Elmarit-R 19 mm/2.8

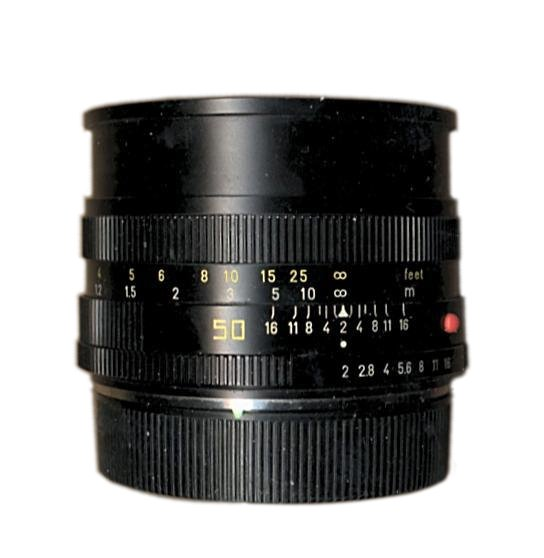
Leica Summicron 50 mm/2

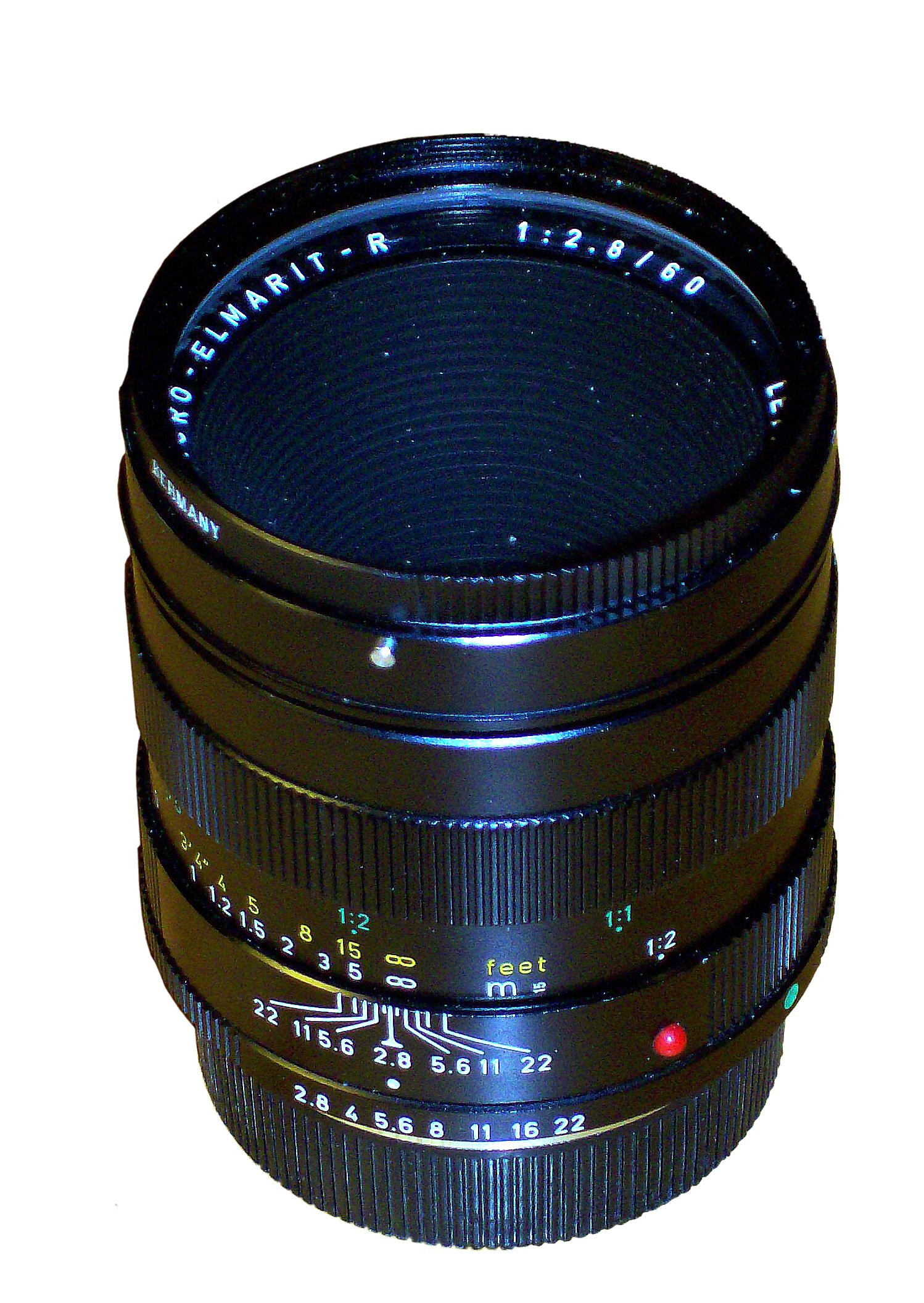
Leica Macro-Elmarit-R 60 mm/2.8

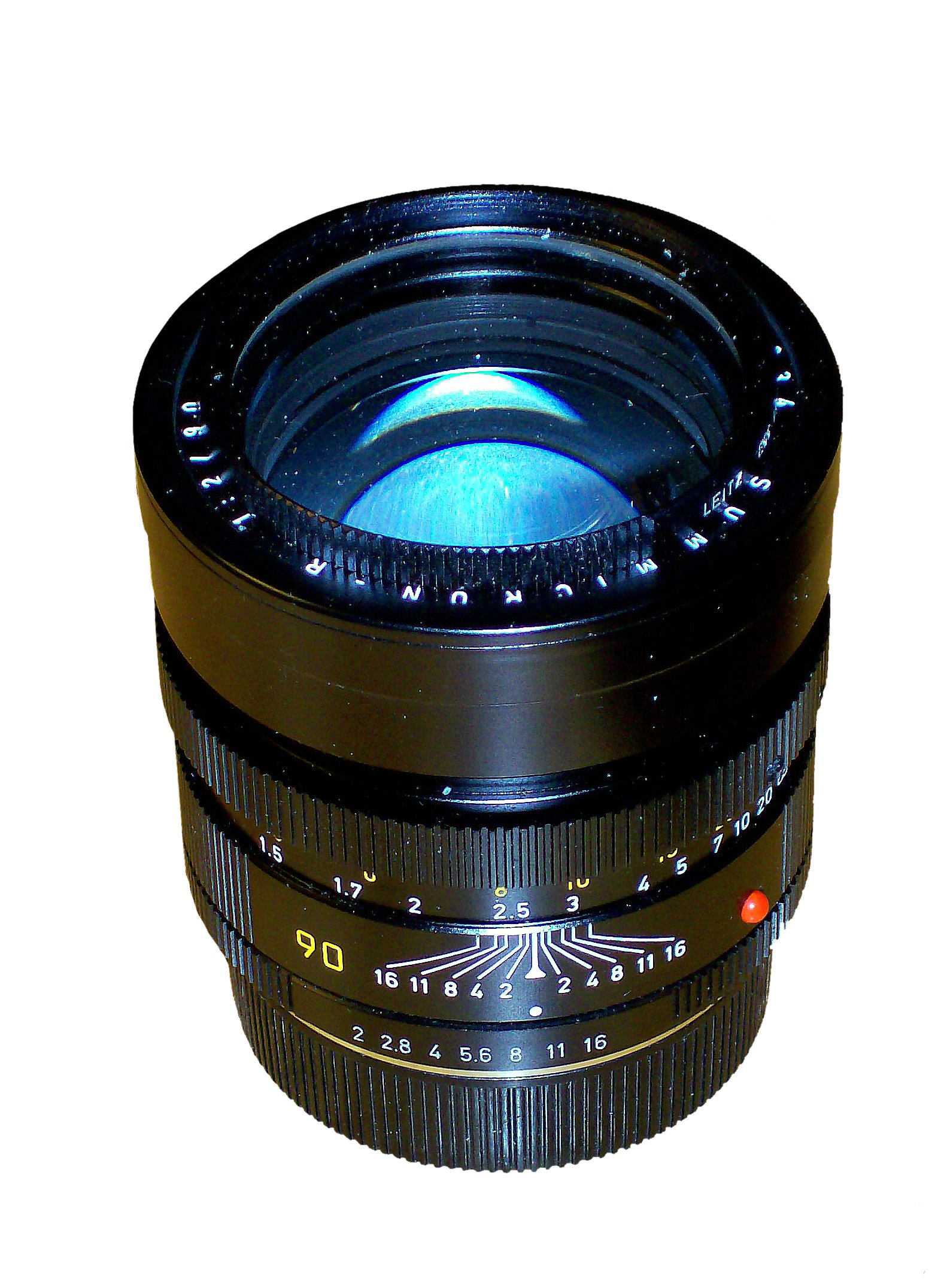
Leica Summicron-R 90 mm/2

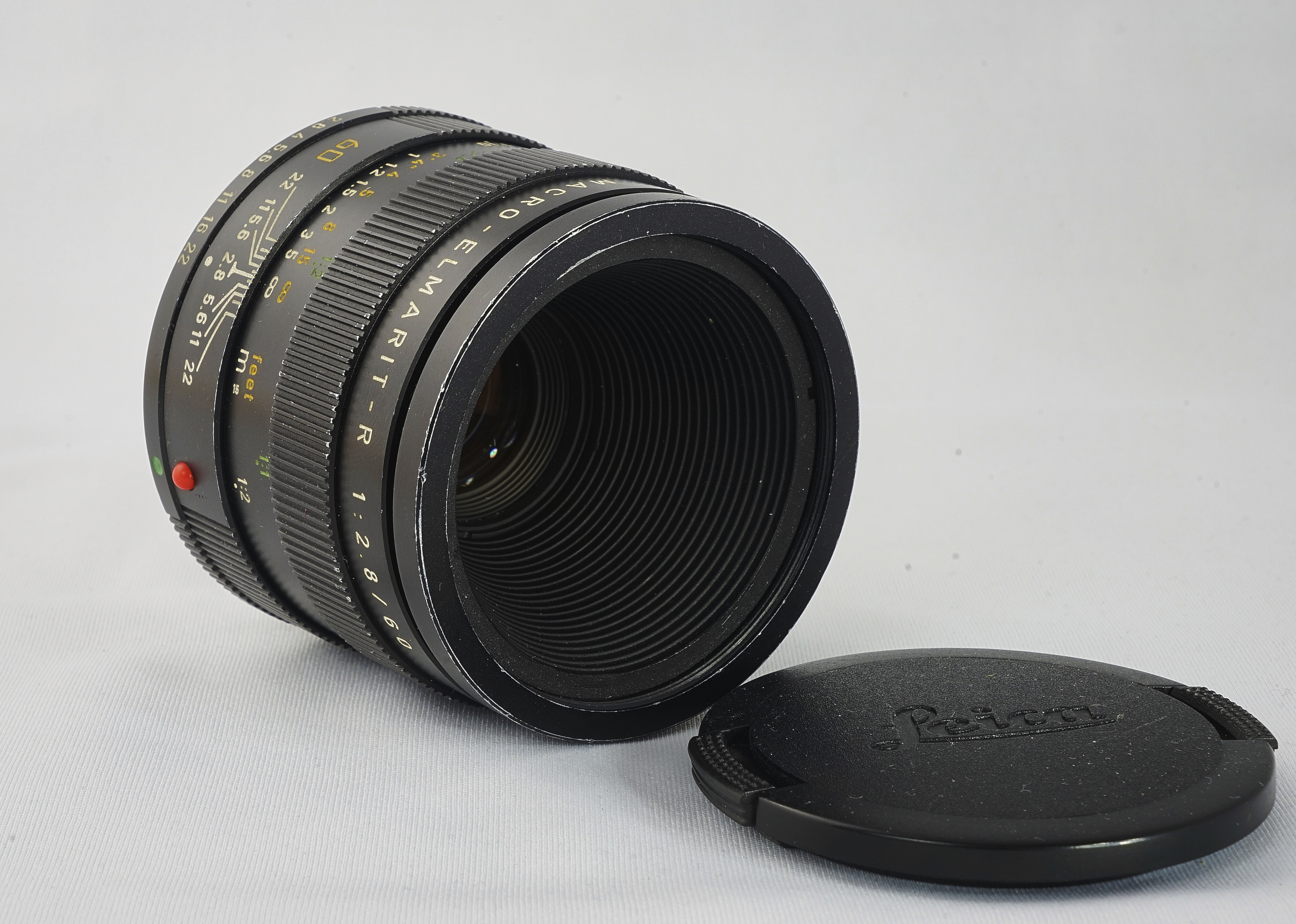
Leica Elmarit-R 90 mm/2.8

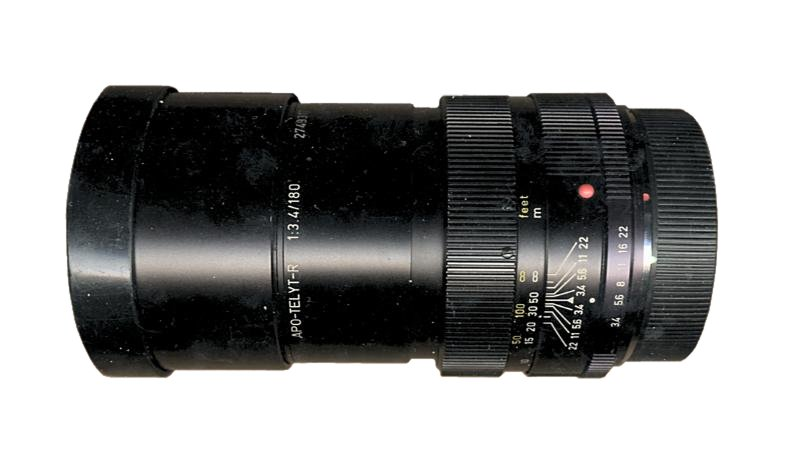
Apo-Telyt-R 180 mm/3.4

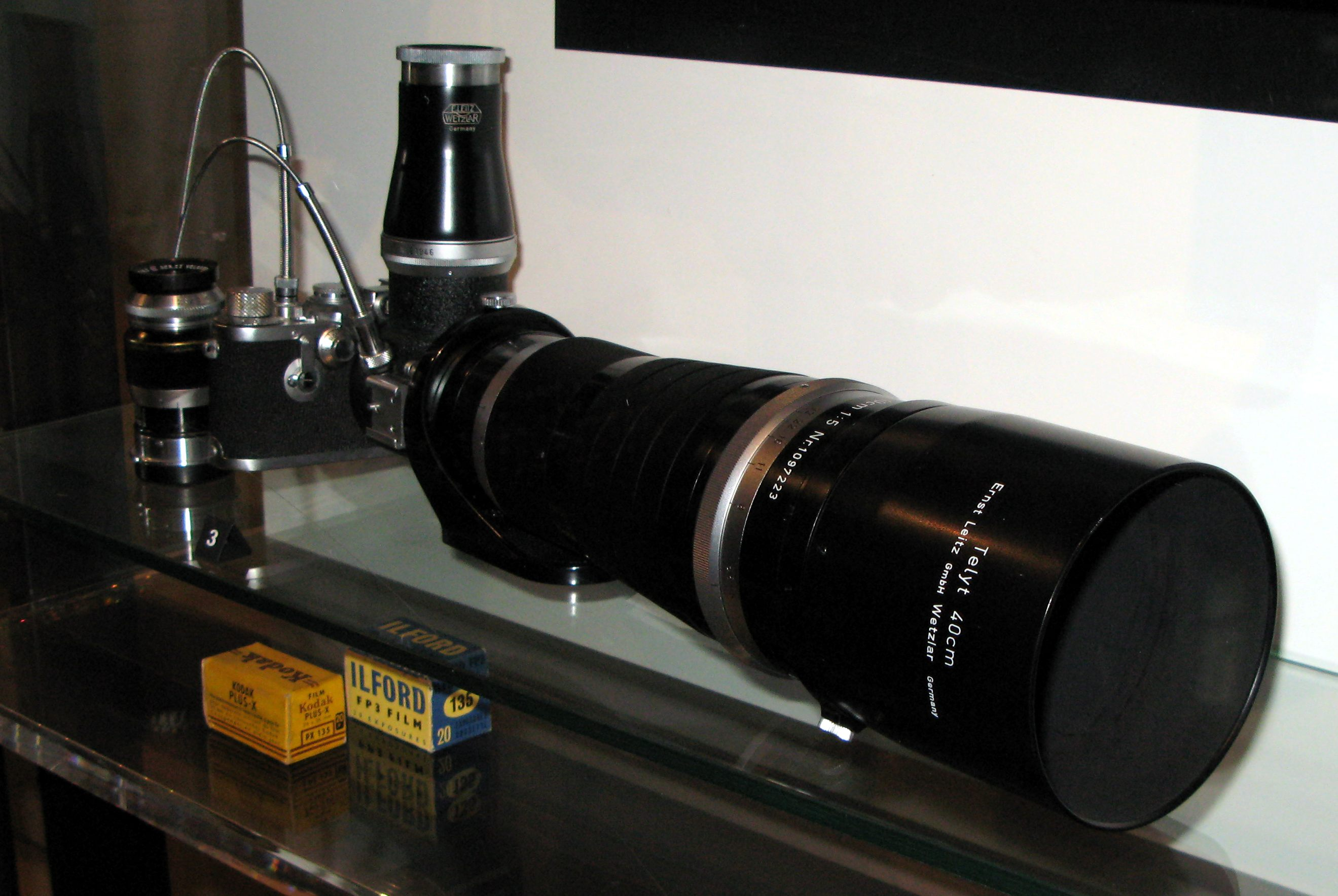
Leica Telyt 400 mm

- 7) Elmarit 21 mm/2.8 (первый объектив ретрофокусного дизайна 21 mm, производившийся с 1980 по 1997 год. Этот объектив пришёл на смену модели Super-Angulon 21 mm/3.4 производившейся с 1963 года).
- 8) Elmarit-M 28 mm/2.8 (3rd) (отличный ретрофокусный объектив для дальномерных камер Leica M, производившийся с 1979 по 1993 год)
- 9) Summicron 35 mm/2 (1st)
- 10) Summicron 35 mm/2 (2nd & 3rd)
- 11) Summicron 35 mm/2 (4th)
- 12) Summilux-M 35 mm/1.4 C27 (первый объектив с фокусным расстоянием 35 mm и максимальной диафрагмой f/1.4, разработан в 1958 году и производился с 1961 по 1993 год)
- 13) Summicron 50 mm/2
- 14) Summicron 50 mm/2 (4th)
- 15) Summicron-M 50 mm/2.0 C368 (поворотная веха с дизайном Double-Gauss 1974 года, выпускается с 1979 года по настоящее время)
- 16) Elcan 50 mm/2
- 17) Summilux-M 50 mm/1.4 (вторая версия, производилась более 40 лет, с 1961 по 2004 год)
- 18) Noctilux-M 50 mm/1.0 C271 (самая светосильная линза для 35 mm камер на протяжении многих лет, начиная с 1975 года, разработана в 1969 году, «до введения методов компьютерной оптимизации в Leitz Canada» (Jonas & Thorpe, 2006)). Этот объектив сейчас заменен ещё более светосильной и более сложной моделью: Noctilux-M 50 mm f/0.95 ASPH, производится с 2008 года)
- 19) Summilux-M 75 mm/1.4 (производился более 27 лет, с 1980 по 2007 год. Это была любимая разработка самого Мандлера, основанная на оптическом дизайне объектива Summilux-M 50mm второй версии)
- 20) Summilux 75 mm/1.4 (2nd) (изменению подверглась только механика объектива; оптическая схема осталась неизменной)
- 21) Elmar 90 mm/4 (3 элемента)
- 22) Tele-Elmarit 90 mm/2.8 (1st)
- 23) Tele-Elmarit 90 mm/2.8 (2nd)
- 24) Elmarit 90 mm/2.8 (2nd) (различные конструкции 1959, 1964, 1974 и 1990 для камер Leica M, от 1964 до 1980 для камер Leica R)
- 25) Summicron 90 mm/2 (1st)
- 26) Summicron 90 mm/2 (2nd)
- 27) Summicron 90 mm/2.0 (3rd) (последний вариант для камер Leica М, производился с 1980 по 1998 год; предыдущие версии выпускались с 1963 по 1970 год также для камер Leica R)
- 28) Elmar 135 mm/4
- 29) Tele-Elmar 135 mm/4
- 30) Elmarit 135 mm/2.8 (1st)
- 31) Elmarit 135 mm/2.8 (2nd)
- 32) Elcan 66 mm/2 (Объектив сверхвысокого разрешения для ВМС США)
- 33) 90 mm/1.0 C164 (другая специальная разработка ELCAN для флота США)

Объективы Leica R
- 34) Elmarit-R 19 mm/2.8 (1st)
- 35) Elmarit-R 19 mm/2.8 (2nd) (ретрофокусный дизайн, выпускался с 1975 по 1990 год)
- 36) Summicron-R 35 mm/2 (2nd)
- 37) Summicron-R 50 mm/2 (1st)
- 38) Summicron-R 50 mm/2 (2nd & 3rd)
- 39) Summilux-R 80 mm/1.4 (с 1980 года)
- 40) Elmarit-R 90 mm/2.8 (1st)
- 41) Elmarit-R 90 mm/2.8 (2nd)
- 42) Summicron-R 90 mm/2
- 43) Elmarit-R 135 mm/2.8 (1st)
- 44) Elmarit-R 135 mm/2.8 (2nd)
- 45) APO-Telyt-R 180 mm/3.4 (выпускается с 1975 года, в конструкции этого объектива используются элементы из стекла с аномально низкой дисперсией, специально разработанные лабораторией Leitz Wetzlar glass Research Lab, которые эквивалентны по характеристикам элементам из кристаллического флюорита, при этом они лишёны их недостатков. (Выпущено только 6 000 объективов)
- 46) Telyt-R 250 mm/4 (1st)
- 47) Telyt-R 250 mm/4 (2nd)
- 48) Telyt 350 mm/4.8
- 49) APO 75 mm/2.0 C341

Мандлер также разработал объективы для кинопроекционных систем IMAX, светосильных объективов для рентгеновских установок, телевизионных камер RCA Records, объективов сверхвысокого разрешения для разведывательных целей, телескопов для вооруженных сил Канады, США и НАТО, объективов для сканеров HP и т. д.